# L'ultima stella
L'ultima stella (The last star) è un romanzo di fantascienza apocalittica per ragazzi di Rick Yancey pubblicato nel 2016 negli Stati Uniti. È il seguito de La quinta onda (The 5th Wave) e de Il mare infinito (The Infinite sea). È stato tradotto nel gennaio 2016 in Italia dalla casa editrice Mondadori.
L'ultima stella conclude la storia della sedicenne Cassiopea "Cassie" Sullivan che combatte contro gli alieni che hanno invaso la Terra. Il romanzo continua da dove era stata interrotta in Il mare infinito e conclude la trilogia de La quinta onda.

## Trama
Nel presente, la popolazione umana rimanente cerca di evitare scontri con gli "Altri", gli alieni che hanno spazzato via la maggior parte dell'umanità. Una banda di sopravvissuti si nasconde nelle grotte vicino a Urbana, Ohio. Uno di loro, un prete, si rivela essere un Silenziatore, un essere umano potenziato fisicamente da un chip neurale impiantato (parte del "12° sistema" dell'Altro) che gli fa anche credere di essere gli "Altri". Dopo aver ucciso gli umani, il Silenziatore si siede ad aspettare il giorno in cui la nave madre aliena sgancerà l'Ultima Onda, le bombe verdi che completeranno la distruzione dell'umanità e completeranno i piani degli "Altri" per la Terra.
L'adolescente umana Ringer, potenziata con il 12° Sistema da Vosch, il leader degli "Altri", dall'aspetto umano, ha trascorso 40 giorni nel deserto a testare i suoi miglioramenti. Ritorna da Vosch perché sa che hanno un obiettivo comune: lui l'aiuterà a uccidere Evan Walker, un Silencer che ha iniziato ad aiutare gli umani dopo essersi innamorato di Cassie. Vosch dà a Ringer una bomba contenuta in una pillola che può distruggere tutto in un raggio di cinque miglia, in modo che possa uccidersi invece di essere uccisa dall'onda finale quando arriverà il momento. Quindi invia Ringer e un Silencer, di nome Constance, a cercare Evan nelle caverne.
Cassie, suo fratello minore Sam (chiamato Nugget), la sua ex cotta del liceo Ben Parish (che ora usa il nome Zombie) e altri giovani umani della Squadra 53 si nascondono in un rifugio. Le squadre erano squadre di giovani umani che erano stati "armati" nella 5ª Ondata, indotti ad attaccare altri sopravvissuti umani perché gli è era stato detto che quegli umani erano in realtà "Altri" sotto mentite spoglie. Cassie è sorpresa un giorno dall'arrivo di Evan. Lei gli urla contro dicendogli di quanto sia stata crudele la presa di potere dell'"Altro" e del fatto che Sam sta a poco a poco dimenticando la sua vita prima dell'inizio dell'invasione, perdendo i suoi tratti di umanità. Più tardi, è furiosa con Zombie quando annuncia che lui e Dumbo stanno andando nelle caverne per trovare Teacup e Ringer (non sanno della trasformazione di Ringer, né che Teacup è già morto).
Mentre sono nel bosco, un attacco termina con Dumbo colpito alla schiena. Zombie infila stracci nella ferita di Dumbo, lo nasconde in un edificio a Urbana e chiede aiuto. Più tardi Zombie trova una vecchia signora dei gatti che gli ricorda sua nonna. Gli offre della zuppa, poi rivela che l'ingrediente segreto è il gatto, quindi cerca di strangolare Zombie. Non ha altra scelta che spararle a morte.
Ringer e Constance atterrano vicino alle caverne. Constance scompare e Ringer combatte il sacerdote Silenziatore, il cui potere lo rende più veloce e forte. A quel punto, Zombie arriva anche alle grotte, ancora alla ricerca di Ringer e Teacup. Cade in una grande fossa piena di cadaveri e inizia ad affondare, fin quando Constance lo tira fuori e spara al prete.
Zombie, Ringer e Constance entrano in Urbana per riunirsi a Dumbo. Zombie sospetta di Constance, ma Ringer la garantisce, sapendo che se non lo fa Constance ucciderà i suoi amici. Tornano al nascondiglio di Dumbo, ma Ringer nota di aver perso troppo sangue. Dumbo muore e Zombie segna la sua tomba con bandiere colorate.
I tre tornano al rifugio dove Evan, Cassie, Nugget e Megan (una bambina che avevano precedentemente salvato) stanno aspettando. Quando il trio arriva, Constance afferra Nugget e gli punta una pistola alla testa, chiedendo che Evan le venga dato, in modo che possa riportarlo a Vosch. Nugget, usando una pistola nascosta nei pantaloni, spara a Constance. I suoi miglioramenti l'aiutano a sopravvivere, quindi Ringer e Nugget le sparano ripetutamente per finirla. Ringer dice loro che Vosch vedrà che l'impianto di Constance è offline e invierà un elicottero e una squadra di truppe della 5ª ondata per catturare Evan e uccidere tutti gli altri. Evan si offre volontario per tornare a Vosch per salvare tutti gli altri.
Mentre l'elicottero si avvicina, tutti si nascondono nel seminterrato del rifugio. Ringer ed Evan uccidono molti dei soldati attaccanti, rivelati essere la squadra originale di Ringer prima che fosse trasferita alla Squadra 53. 
Evan viene catturato e portato via in elicottero. Ringer escogita un piano per coloro che sono nel rifugio per attaccare i soldati che verranno a riportare i sopravvissuti dal primo elicottero. Durante questa pianificazione e attesa, Ringer dice a Zombie che è incinta del bambino di Razor, un soldato della 5ª Onda che ha aiutato Ringer a fuggire da Vosch alla fine del libro precedente. Quando arriva il prossimo elicottero, uccidono tutti i soldati, catturano il pilota dell'elicottero, il maggiore Bob, e lasciano dietro di sé Zombie ferito per portare Nugget e Megan alle caverne. Ringer costringe il maggiore Bob a portarli alla base di Vosch.
Evan è già arrivato alla base, dove Vosch spiega finalmente le azioni degli alieni. Manipolano, commettono genocidi e sopprimono lo sviluppo di altre specie senzienti per promuovere il proprio obiettivo. Dice a Evan che ci sono solo 12 veri "Altri" sulla Terra come Vosch, che conoscono la totalità dei loro piani: gli "Altri" sono andati su molti altri pianeti e hanno attaccato le specie dominanti per salvare la vita di tutte le altre specie prima che quelle dominanti possano distruggersi con gli ecosistemi del loro pianeta.
Dice che il giorno successivo, la nave madre bombarderà ogni città sulla Terra per distruggere tutte le impronte dell'umanità. Ciò rimuoverà tutte le tracce di arte, musica, conoscenza e civiltà. Di conseguenza, il resto dell'umanità combatterà tra di loro, senza mai avere accesso alla loro conoscenza passata, dimenticandola. Gli esseri umani non potranno mai più rinascere alla civiltà ma rimanere per sempre nell'età della pietra, mantenendo così l'equilibrio della vita sulla terra.
Vosch sa che la sua dodicesima creazione del sistema, Ringer, tornerà per ucciderlo, quindi deve ucciderla. Esamina Evan e scopre che il problema tecnico nel 12° sistema è l'amore - come nel caso di Evan, che si è innamorato di Cassie. Ha riprogrammato Evan per cancellare tutta la sua umanità dalla sua mente, lasciandolo come una macchina per uccidere, senza emozioni. Sa che Ringer arriverà e progetta di farla uccidere da Evan.
Alle grotte, un elicottero cerca i fuggitivi dal rifugio. Zombie, Nugget e Megan si trovano presto in un'accesa battaglia con la squadra d'attacco. Zombie sta aiutando Megan e Nugget a scappare quando viene colpito all'improvviso alla nuca e tutto diventa bianco.
Ringer e Cassie iniziano la loro infiltrazione nella base. All'atterraggio, Cassie (ora vestita con un'uniforme da soldato) corre da una parte mentre Ringer corre nel verso opposto. Ringer fa esplodere una bomba e nella confusione Cassie riesce a nascondersi tra le truppe. Cassie e Ringer intendono raggiungere il centro di comando da direzioni opposte, con Ringer che fa esplodere bombe aggiuntive per causare il caos. Cassie sente continuamente un allarme che avverte che l'Ordine Generale Quattro inizierà tra cinque minuti e tutte le forze devono dirigersi verso aree sicure designate. Cassie arriva alla porta dove deve aspettare Ringer, quando l'Ordine Generale Quattro si attiva. Tutte le luci nella base si spengono, il sistema di irrigazione si spegne, iniziando a inondare la stanza e la sua pelle inizia a bruciare - una piccola versione delle prime tre onde (blackout, inondazioni, pestilenza) che gli "Altri" hanno usato quando hanno attaccato la Terra .
Alle grotte di Urbana, arriva Zombie. Una sergente gli mostra una foto di Ringer e chiede dove sia. Fa il tonto finché lei non punta una pistola alla testa di Nugget, poi ammette che Ringer è andato alla base per uccidere Vosch. Le sue truppe vogliono uccidere Nugget, Zombie e Megan, ma il sergente dice che i loro ordini erano di catturarli, quindi li caricano sull'elicottero e tornano alla base.
Quando Ringer vede Cassie che rotola a terra, salta di 12 metri su un tetto e poi salta di tre piani per aiutare Cassie. Ringer rimuove tutti i vestiti di Cassie e scambia i vestiti con lei, sapendo che i suoi 12 miglioramenti del sistema la proteggeranno dal veleno. I due scendono alla base alla ricerca di Evan e Vosch. Entrano nel nucleo del computer e cercano di trovare i dati di Evan, in modo che possano scoprire dove si trova. Poiché tutti i dati/ricordi delle persone sono etichettati in base al numero, Cassie decide di scaricare nella sua mente tutti i ricordi di 10.000 persone. Ringer sente dei movimenti nel corridoio e lascia Cassie legata alla sedia dei download. Nel frattempo, Cassie ora sa tutto su Ringer, Evan, Zombie, Nugget e ogni altro essere umano caricato nel database. Inoltre apprende tutti i codici di accesso e il layout della base.
Ringer trova Evan nel corridoio e litigano. Poiché ora Evan è il 12° sistema, è molto più veloce, più forte e più spietato di Ringer. Gli spara ripetutamente, con scarso effetto. Quando Evan le rompe la schiena, sa che il 12° sistema non la riparerà abbastanza velocemente, quindi Ringer urla a Cassie di correre. Quando Evan entra nella stanza, trova solo pezzi dei capelli e del sangue di Cassie sulla sedia, mentre lei si è ferita. Mentre usa il suo super udito per trovarla, entra in una stanza allagata, Cassie fa cadere un filo elettrico nell'acqua, fulminandolo.
Vosch trova Ringer, ancora paralizzato. Spiega che si considera il padre/creatore di Ringer e vuole portarla con lui sulla nave madre. Lo rifiuta, distraendolo fino a quando appare Cassie e gli spara alla testa. Cassie dice senza emozioni a Ringer che ha ucciso Evan, e Ringer la consola, affermando che se n'era già andato, essendo stato trasformato nel guscio di una persona senza umanità.
Cassie, con le sue conoscenze scaricate, usa una tastiera per aprire una porta segreta alla capsula di salvataggio di Vosch. Cassie se ne va nella capsula e Ringer cerca nelle sue tasche la pillola esplosiva che Vosch ha dato, così lei può spazzare via la base. Si ricorda di aver scambiato abiti con Cassie, quindi Ringer si trascina sul corpo di Vosch e cerca nelle sue tasche l'interruttore di uccisione che ucciderà tutti i 5.000 soldati alla base che hanno impianti di localizzazione.
Zombie, Nugget e Megan sono sull'elicottero, che ha fatto il giro della base in attesa che il Generale Ordine Quattro venisse spento. Il pilota e i soldati si irrigidiscono improvvisamente e muoiono. Zombie si rende conto che Ringer o Cassie devono essere ancora vivi e ha attivato il kill-switch. Il trio sopravvive allo schianto dell'elicottero saltando in un fiume. Mentre si dirigono verso la base, vedono un lancio di luce verde e si dirigono verso la nave madre.
Cassie si rende conto di non avere paura perché non è più sola, con i ricordi e le emozioni di 10.000 persone nella sua mente. Trova la pillola esplosiva in tasca e la riconosce da una che aveva Megan, che viene attivata dall'anidride carbonica nel respiro espirato di una persona. La capsula di salvataggio attracca sulla gigantesca nave madre, delle dimensioni di Manhattan, e vede che è piena degli esplosivi ad alto potenziale che devono essere lanciati sulle città della Terra. Recita un'ultima volta le preghiere notturne di Sammy e lei, morde la pillola e respira.
Zombie assiste a una grande esplosione dalla nave madre e poi scompare. Trova Ringer paralizzata nel corridoio e si rende conto che Cassie si è sacrificata per distruggere gli "Altri" e la loro nave.
Diversi mesi dopo, Zombie e Nugget sono in un negozio di giocattoli in Texas. Si imbattono in un soldato con una mano nella camicia per trattenere una ferita, evento simile a uno scenario che Cassie ha sperimentato nel primo libro. Nugget vuole uccidere il soldato e Zombie gli dice che non lo faranno più. Zombie cerca di ragionare con il soldato, ma il soldato estrae una pistola e si spara alla testa. Zombie e Nugget tornano in una casa dove Ringer sta allattando la sua bambina appena nata che ha chiamato Cassie. Fuori, Evan Walker sta pattugliando: il 12° sistema lo ha salvato dalla folgorazione e i suoi amici umani hanno scaricato nuovamente i suoi ricordi, restituendo la sua umanità. Evan dice a Zombie che ha intenzione di andare in quante più basi militari della 5ª onda possibile e distruggerle, calcolando che per ogni vita che prende, due verranno salvate. Mentre Evan se ne va, Nugget osserva dalla casa. Chiede a Zombie della costellazione, l'omonima di sua sorella (Cassiopea), e Zombie sottolinea che tre delle stelle rappresentano un trono su cui si trova la costellazione di Cassiopea, trono da cui Cassie ora veglia sul regno.